# Seleção Argelina de Rugby Union
A Seleção Argelina de Rugby Union é a equipe que representa a Argélia em competições internacionais de Rugby Union. 

## Ligações Externas
- http://rugbydata.com/algeria